# Paulo Gonzo
Alberto Ferreira Paulo (Lisboa, 1 de novembro de 1956), mais conhecido pelo nome artístico de Paulo Gonzo, é um conhecido cantor português.

## Biografia
Foi fundador do grupo Go Graal Blues Band. Com a banda grava discos como Go Graal Blues Band, White Traffic ou So Down Train.
Em 1984 começa uma carreira a solo, a par do seu trabalho na banda, lançando em 1986 o álbum My Desire apenas com covers.
Em 1992 resolve lançar o seu primeiro disco cantado em português, Pedras da Calçada onde se encontra uma primeira versão do tema Jardins Proibidos.
Em Novembro de 1993 é publicada a colectânea "My Best" com os seus maiores sucessos em inglês.
O álbum Fora d'Horas, com produção de Frank Darcel, é editado em 1995. O disco inclui letras de Pedro Abrunhosa ("Lugares" e "Acordar"), Rui Reininho e Pedro Malaquias. Outros convidados são Xavier «Tox» Geronimi, Zé Pedro, João Cabeleira, Nani Teixeira, Sapo e Gus Till. Leve Beijo Triste, Duas Manas e Heróis do Bar são outras das canções.
Nos Prémios Blitz 1995 vence o prémio de melhor voz masculina sendo também nomeado para melhor artista masculino.
Em 1997, Paulo Gonzo lança a compilação Quase Tudo que conseguiu a proeza de ser Sêxtupla Platina. Os maiores sucessos deste disco são uma nova versão de Jardins Proibidos com a participação de Olavo Bilac e Dei-te Quase Tudo.
Em 1998 é editado o álbum Suspeito com produção de Frank Darcel e com uma participação especial de James Cotton (ex-trompetista de Miles Davis). É continuada a parceria de Paulo Gonzo com o letrista Pedro Malaquias e com Rui Reininho (em Eco Aqui e na adaptação de These Foolish Things). Outros temas são Pagava P'ra Ver, Ser Suspeito e Fogo Preso. O disco atinge o galardão de Platina.
Ao Vivo Unplugged, gravado ao vivo nos Estúdios Valentim de Carvalho, é editado em 1999. O disco revisita uma grande parte do percurso a solo de Paulo Gonzo. Como convidados aparecem o pianista Bernardo Sassetti, Rui Reininho participa em Coisas Soltas, Tim participa na versão acústica de Chuva Dissolvente e Zé Pedro toca em Curva Fatal.
O álbum Mau Feitio, gravado na Bélgica, é editado em 2001. Tito Paris e African Voices são alguns dos convidados do disco.
Por ocasião do Campeonato do Mundo de Futebol da Coreia e Japão, de 2002, lança o single Mundial que também foi incluído na compilação oficial do Campeonato do Mundo de Futebol de 2002.
Ainda em 2002 é lançado um single com Somos Benfica, o hino que Paulo Gonzo compôs em parceria com António Melo e Rui Fingers.
Em julho de 2003 é reeditado o disco Ao Vivo Unplugged com a inclusão de um DVD.
O álbum Paulo Gonzo é lançado em 2005, e o single Falamos Depois marca o inīcio de uma parceria com a letrista Eugénia Ávila Ramos que se mantém até hoje.
Em 2007 é lançado Paulo Gonzo ao Vivo no Coliseu e a compilação Perfil - Paulo Gonzo.
Em 2010 cantou o single "Para Mim Tanto Me Faz" no concerto "A Despedida" numa parceria com os D'ZRT.
Em 2010 volta ao inglês com o disco By Request. Em 2011 lança o álbum Só Gestos.
O disco Duetos é lançado em 2013.
Entre 2016 e 2018 deu voz ao genérico musical da telenovela da SIC, "Amor Maior" em conjunto com a fadista Raquel Tavares. O tema é uma readaptação do tema de Jota Quest, Amor Maior. 

## Discografia
- My Desire, CBS (Portugal), (1986)
- Pedras da Calçada, Columbia, (1992)
- My Best, Columbia, (1993)
- Fora D'Horas, Columbia, (1995)
- Quase Tudo, Columbia, (1997)
- Suspeito, Columbia, (1998)
- Ao Vivo Unplugged (1999)
- Mau Feitio (2001)
- Paulo Gonzo (2005)
- Paulo Gonzo ao Vivo no Coliseu (2007), oferta de um DVD.
- Perfil - Paulo Gonzo (2007)
- By Request (2010)
- Só Gestos (2011)
- Duetos (2013)
- Diz-me (2017)
- Essencial (2020)
- Não Dá (2022)

## Singles
- So Do I/Versão Instrumental (Single, Materfonis, 1985)
- Somewhere in the Night (Single, Materfonis, 1985)
- Somewhere in the Night (Máxi, CBS, 1986)
- Ridiculous Love (Single, CBS, 1986)
- These Arms Of Mine/Missing (Single, CBS, 1986)
- Stay/All Over The World (Single, CBS, 1987)
- My Girl/She Knocks Three Times (Máxi, CBS, 1988)
- My Girl/She Is My Song (Single, CBS, 1988)
- Can´t Be With You Tonight/If You Love Me (Máxi, CBS, 1989)
- Caprichos da Lua (Single, Sony Music, 1992)
- Jardins Proibidos (Single, Sony Music, 1993)
- Acordar (Single, Sony Music, 1995)
- Mundial (Single, Sony Music, 2002)
- S.L.B. (Somos Benfica) (Single, Sony Music, 2002)

## Coletâneas
- Três Histórias à Lareira (1997) - Tema dos Povos Estranhos
- Voz & Guitarra (1997) - Pedras da Calçada / Só
- Noites Longas (1998) - Acordar (Alex S Sushi Style Mix)
- XX Anos XX Bandas (1999) - Chuva Dissolvente